# 邱华栋

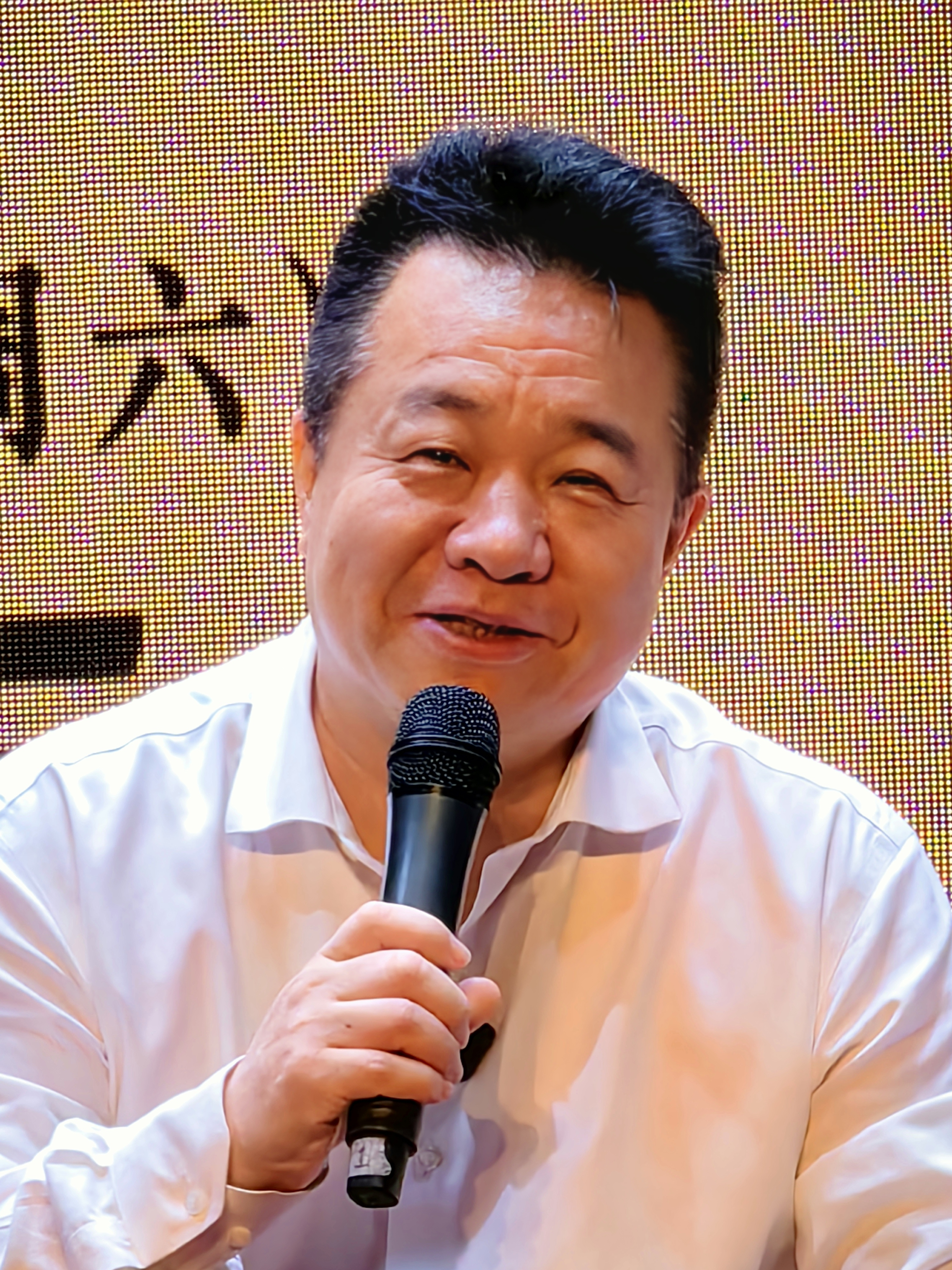
邱华栋在《空城纪》新书分享会

邱华栋（1969年—），男，祖籍河南西峡，生于新疆昌吉，中国作家，中国作家协会书记处书记，《人民文学》杂志副主编，鲁迅文学院常务副院长。曾获庄重文文学奖。

## 作品[3]

### 长篇小说
- 《夏天的禁忌》
- 《夜晚的诺言》
- 《白昼的躁动》
- 《正午的供词》
- 《花儿花》
- 《骑飞鱼的人》
- 《单筒望远镜》
- 《教授》
- 《北京传》

### 短篇小说集
- 《黑暗河流上的闪光》
- 《把我捆住》
- 《十侠》